# Liste der denkmalgeschützten Objekte in Wien/Brigittenau
Die Liste der denkmalgeschützten Objekte in der Brigittenau enthält die 64 denkmalgeschützten unbeweglichen Objekte im 20. Bezirk Brigittenau der Stadtgemeinde Wien. Der Bezirk ist zugleich Katastralgemeinde.

## Denkmäler
| Foto |                 | Denkmal | Standort                                                 | Beschreibung | Metadaten |
| ---- | --------------- | --- | -------------------------------------------------------- | --- | --- |
| ja   | Datei hochladen | Figur, Ruhendes Paar HERIS-ID: 63435 Objekt-ID: 76097                                                                   | Adalbert-Stifter-Straße 23–31 Standort KG: Brigittenau   | Die 1 mal 1½ Meter große Brunnenplastik stammt von Hannes Haslecker aus den Jahren 1955/57. | BDA-Hist.: Q38103268 Status: § 2a Stand der BDA-Liste: 2025-06-30 Name: Figur, Ruhendes Paar GstNr.: 3773/7 |
| ja   | Datei hochladen | Pfarrhof der Allerheiligenkirche HERIS-ID: 62831 Objekt-ID: 75417                                                       | Allerheiligenplatz 5 Standort KG: Brigittenau            | Der Pfarrhof der Allerheiligenkirche wurde 1905 gemeinsam mit dieser von Hans Schneider erbaut und ist im Gegensatz zur im Krieg zerstörten Kirche erhalten geblieben. | BDA-Hist.: Q38101296 Status: § 2a Stand der BDA-Liste: 2025-06-30 Name: Pfarrhof der Allerheiligenkirche GstNr.: 4748/1 |
| ja   | Datei hochladen | Wehranlage, Nussdorfer Schleusenanlage HERIS-ID: 110854 Objekt-ID: 128611                                               | Am Brigittenauer Sporn Standort KG: Brigittenau          | Die Wehr- und Schleusenanlage Nußdorf wurde von 1894 bis 1898 von Otto Wagner (Architektur) und Sigmund Taussig (Technik) erbaut. Im 20. Jahrhundert erfolgten mehrfach Umbauten, zuletzt von 1971 bis 1978. Sie markiert die Abzweigung des Donaukanals in den Stadtbereich und wurde aus Gründen des Hochwasserschutzes und der Schifffahrt gebaut. | BDA-Hist.: Q64764960 Status: Bescheid Stand der BDA-Liste: 2025-06-30 Name: Wehranlage, Nussdorfer Schleusenanlage GstNr.: 3881/7, 4145/59 Schleuse der Nußdorfer Wehr- und Schleusenanlage                                                                                 |
| ja   | Datei hochladen | Nebengebäude Nußdorfer Wehranlage HERIS-ID: 62980 Objekt-ID: 75583                                                      | Am Brigittenauer Sporn 5 Standort KG: Brigittenau        | Die Wehranlage enthält einige Nebengebäude, insbesondere das Kettenmagazin, ein langgestreckter Bau mit Quadersockel und weißen Klinkerfassaden, Eckpilastern und Flachdach. | BDA-Hist.: Q64764958 Status: Bescheid Stand der BDA-Liste: 2025-06-30 Name: Nebengebäude Nußdorfer Wehranlage GstNr.: 3881/6 Nebengebäude der Nußdorfer Wehr |
| ja   | Datei hochladen | Straßenbrücke, Josef-von-Schemerl-Brücke und Wehranlage Nußdorf HERIS-ID: 41477 Objekt-ID: 41962                        | Am Brigittenauer Sporn 5 Standort KG: Brigittenau        | Auch diese Brücke ist Teil der Nußdorfer Wehr- und Schleusenanlage und wurde zur selben Zeit erbaut. Die Bronzelöwen auf den Pylonen stammen von Rudolf Weyr und sind mit 1897 datiert. Die Brücke überspannt den Donaukanal zwischen den Bezirken Brigittenau und Döbling. | BDA-Hist.: Q38001012 Status: Bescheid Stand der BDA-Liste: 2025-06-30 Name: Straßenbrücke, Josef-von-Schemerl-Brücke und Wehranlage Nußdorf GstNr.: 5217, 4252/2 Nußdorfer Wehr                                                                                             |
| ja   | Datei hochladen | Verwaltungs-/Verwaltungsgebäude, Schleusengebäude HERIS-ID: 62981 Objekt-ID: 75584                                      | Am Brigittenauer Sporn 7 Standort KG: Brigittenau        | Dieser secessionistische Verwaltungsbau stammt ebenfalls von Otto Wagner und wurde 1982 restauriert. Es ist ein Bau mit Flachdach und weit vorkragender Traufe mit Beobachtungsstation. Das Untergeschoß weist Granitquader auf, die oberen Geschoße genuteten Weißputz und secessionistischen Dekor. | BDA-Hist.: Q38101772 Status: Bescheid Stand der BDA-Liste: 2025-06-30 Name: Verwaltungsgebäude, Schleusengebäude GstNr.: 3881/5 Verwaltungsgebäude der Nußdorfer Wehr |
| ja   | Datei hochladen | Figuren „Bären“ HERIS-ID: 62833 Objekt-ID: 75419                                                                        | Brigittaplatz 2 Standort KG: Brigittenau                 | Die Figur Sitzender Bär stammt von Gertrude Fronius aus dem Jahr 1961. | BDA-Hist.: Q38101309 Status: § 2a Stand der BDA-Liste: 2025-06-30 Name: Figuren „Bären“ GstNr.: 3365/11 Sitzender Eisbär by Gertrude Fronius |
| ja   | Datei hochladen | Kath. Pfarrkirche, hl. Brigitta HERIS-ID: 49060 Objekt-ID: 52653                                                        | Brigittaplatz Standort KG: Brigittenau                   | Dieser freistehende neugotische Bau wurde 1867–1873 von Friedrich von Schmidt erbaut. Die Kirche ist dreischiffig und sechsjochig und hat querschiffartige Anbauten. Beiderseits der Giebelfront mit mittlerem dreibahnigem Fenster und abgetrepptem Blendbogenfries erheben sich zwei gestufte Strebepfeiler und gedoppelte Spitzbogenfenster. In der Vorhalle sind drei spitzbogige Steinportale mit reich reliefierten Tympana zu finden. Sonst ist die Ornamentik sparsam, nur die glasierten Ziegel des Satteldaches ergeben ein Muster. Die Einrichtung stammt größtenteils aus der Bauzeit, die Altäre, insbesondere der ziborienförmige Hochaltar aus Sandstein, wurden von Schmidt selbst entworfen.                                                     | BDA-Hist.: Q916047 Status: § 2a Stand der BDA-Liste: 2025-06-30 Name: Kath. Pfarrkirche, hl. Brigitta GstNr.: 3490 Brigittakirche |
| ja   | Datei hochladen | Amtshaus für den 20. Bezirk HERIS-ID: 49058 Objekt-ID: 52651                                                            | Brigittaplatz 10 Standort KG: Brigittenau                | Das Bezirksamt wurde 1904/05 von Karl Badstieber in historisierenden Formen mit gotisierenden Elementen erbaut. Es hat einen überhöhten Mittelrisaliten mit Maßwerkfenstern und einem Rundbogenportal mit Schmiedeeisengittertor. Das darin befindliche Magistratische Bezirksamt ist seit 2021 auch für den 2. Bezirk zuständig. | BDA-Hist.: Q1884202 Status: § 2a Stand der BDA-Liste: 2025-06-30 Name: Amtshaus für den 20. Bezirk GstNr.: 3544 Amtshaus Brigittenau |
| ja   | Datei hochladen | Kommunaler Wohnbau, Feuerwache und Wohnhaus, Manfred-Ackermann-Hof HERIS-ID: 49059 Objekt-ID: 52652 Wiener Wohnen: 1408 | Brigittaplatz 11-13 Standort KG: Brigittenau             | Diese Kombination von Feuerwache und Gemeindebau wurde 1928/29 von Karl Badstieber erbaut. Sie schließt (auch optisch) an das zwanzig Jahre früher vom selben Architekten erbaute Bezirksamt an. Ein sehr auffälliges Element ist die zinnenbekrönte Loggia, die einen Erker abschließt. | BDA-Hist.: Q38032907 Status: § 2a Stand der BDA-Liste: 2025-06-30 Name: Kommunaler Wohnbau, Feuerwache und Wohnhaus GstNr.: 3543/4 Manfred-Ackermann-Hof |
| ja   | Datei hochladen | Amtsgebäude, ehem. Unfallversicherungsanstalt HERIS-ID: 49079 Objekt-ID: 52672                                          | Brigittenauer Lände 44 Standort KG: Brigittenau          | Identadresse Webergasse 4. Dieses ursprüngliche Unfallkrankenhaus wurde 1911/12 von Hans Schneider erbaut. Es ist ein blockhafter Bau in neoklassizistischen Formen. Die Fassade ist symmetrisch gegliedert und in der Mitte befindet sich ein flacher Risalit. Das repräsentative Säulenportal weist Puttenfiguren auf. | BDA-Hist.: Q38032970 Status: Bescheid Stand der BDA-Liste: 2025-06-30 Name: Amtsgebäude, ehem. Unfallversicherungsanstalt GstNr.: 3275/5 Unfallkrankenhaus Wien Lorenz Böhler - Direktionsgebäude                                                                           |
| ja   | Datei hochladen | Kommunaler Wohnbau HERIS-ID: 49074 Objekt-ID: 52667 Wiener Wohnen: 1411                                                 | Brigittenauer Lände 138-142 Standort KG: Brigittenau     | Dieser Wohnbau der Gemeinde Wien wurde 1931/32 von Max Hegele erbaut. Er weist noch Anklänge an die expressionistische Tradition der 1920er-Jahre auf. | BDA-Hist.: Q38032938 Status: § 2a Stand der BDA-Liste: 2025-06-30 Name: Kommunaler Wohnbau GstNr.: 3645/28 |
| ja   | Datei hochladen | Wohnhausanlage der Gemeinde Wien, Großmann-Hof HERIS-ID: 49076 Objekt-ID: 52669 Wiener Wohnen: 230                      | Denisgasse 39-41 Standort KG: Brigittenau                | Dieser kommunale Wohnbau mit expressiv gestalteter Portalzone, deren Kennzeichen markante Spitzerker sind, wurde 1925/26 von Viktor Reiter, Anton Valentin und Wilhelm Rumler errichtet. | BDA-Hist.: Q38032948 Status: § 2a Stand der BDA-Liste: 2025-06-30 Name: Wohnhausanlage der Gemeinde Wien, Großmann-Hof GstNr.: 3611/4 |
| ja   | Datei hochladen | Wohnhausanlage der Gemeinde Wien, Plotzek-Hof HERIS-ID: 49090 Objekt-ID: 52683 Wiener Wohnen: 228                       | Denisgasse 54 Standort KG: Brigittenau                   | Dieser kommunale Wohnbau wurde 1925/26 nach Plänen von Adolf Paar und Paul May errichtet. Markant sind die Erker- und Giebelfolgen, besonders am erhöhten Mitteltrakt. | BDA-Hist.: Q38033001 Status: § 2a Stand der BDA-Liste: 2025-06-30 Name: Wohnhausanlage der Gemeinde Wien, Plotzek-Hof GstNr.: 3614/11 |
| ja   | Datei hochladen | Figur HERIS-ID: 63430 Objekt-ID: 76092                                                                                  | Dietmayrgasse 2-10 Standort KG: Brigittenau              | Diese Brunnenplastik mit Mosaiken stammt von Wander Bertoni aus 1959/64. | BDA-Hist.: Q38103235 Status: § 2a Stand der BDA-Liste: 2025-06-30 Name: Figur GstNr.: 3773/2 |
| ja   | Datei hochladen | Brunnen, Plastik HERIS-ID: 63431 Objekt-ID: 76093                                                                       | Dietmayrgasse 2-10 Standort KG: Brigittenau              | Die Vogeltränke Abstraktion aus Naturstein stammt von Kurt Ohnsorg aus 1960/61. Hier gibt es ein Bild. Anmerkung: Das Objekt befindet sich in einem Depot der MUSA (Kunstsammlung der Stadt Wien). Die Koordinaten beziehen sich auf den ehemaligen Aufstellungsort. | BDA-Hist.: Q38103240 Status: § 2a Stand der BDA-Liste: 2025-06-30 Name: Brunnen, Plastik GstNr.: 3773/2 |
| ja   | Datei hochladen | Wandmosaik „Aus der Spielzeugschachtel“ HERIS-ID: 63438 Objekt-ID: 76100                                                | Dietmayrgasse 12 Standort KG: Brigittenau                | Das Wandmosaik Aus der Spielzeugschachtel ist an einem Kindergarten angebracht und stammt von Maximilian Florian aus den Jahren 1957/58. | BDA-Hist.: Q38103308 Status: § 2a Stand der BDA-Liste: 2025-06-30 Name: Wandmosaik „Aus der Spielzeugschachtel“ GstNr.: 3773/4 |
| ja   | Datei hochladen | Inschrifttafel, Supraportenrelief HERIS-ID: 63436 Objekt-ID: 76098                                                      | Dietmayrgasse 12-14 Standort KG: Brigittenau             | Das Supraportenrelief Kristalline und vegetative Formen stammt von Karl Prantl aus den Jahren 1956/57. | BDA-Hist.: Q38103279 Status: § 2a Stand der BDA-Liste: 2025-06-30 Name: Inschrifttafel, Supraportenrelief GstNr.: 3773/2 |
| ja   | Datei hochladen | Inschrifttafel, Supraportenrelief HERIS-ID: 63437 Objekt-ID: 76099                                                      | Dietmayrgasse 12-14 Standort KG: Brigittenau             | Das Supraportenrelief Flötenspielende Knaben stammt von Hermann Walenta aus den Jahren 1956/57. | BDA-Hist.: Q38103287 Status: § 2a Stand der BDA-Liste: 2025-06-30 Name: Inschrifttafel, Supraportenrelief GstNr.: 3773/2 |
| ja   | Datei hochladen | Fußgängerbrücke, Döblinger Steg HERIS-ID: 62810 Objekt-ID: 75395                                                        | Döblinger Steg Standort KG: Brigittenau                  | Der Döblinger Steg überquert den Donaukanal und verbindet die Bezirke Döbling und Brigittenau. Er wurde zwischen 1910 und 1911 nach Plänen von Friedrich Jäckel errichtet und dient als Fußgängerverbindung sowie als Rohrbrücke für Wasserleitungsrohre und eines Gasrohres. An seinen Enden ist er jeweils von pylonenflankierten Torbögen mit Bossenquadern flankiert. | BDA-Hist.: Q124628148 Status: § 2a Stand der BDA-Liste: 2025-06-30 Name: Fußgängerbrücke, Döblinger Steg GstNr.: 4224/10, 4252/2 Döblinger Steg |
| ja   | Datei hochladen | Fabriksgebäude, ehemalige Telefon- und Telegraphenfabrik HERIS-ID: 49108 Objekt-ID: 52705                               | Dresdner Straße 73-75 Standort KG: Brigittenau           | Die ehemalige Telefon- und Telegrafenfabrik wurde 1906 von Eugen Fassbender erbaut. Sie ist ein bemerkenswert früh entstandener Eisenbetonbau. In der Sichtziegelfassade sind auch sichtbar belassene Betonsturzbalken zu erkennen. | BDA-Hist.: Q38033057 Status: § 2a Stand der BDA-Liste: 2025-06-30 Name: Fabriksgebäude, ehemalige Telefon- und Telegraphenfabrik GstNr.: 3155/2 |
| ja   | Datei hochladen | Kath. Pfarrkirche, Zum göttlichen Erlöser HERIS-ID: 49095 Objekt-ID: 52689                                              | Eduard-Brückner-Gasse Standort KG: Brigittenau           | Dieser freistehende Betonbau mit gestaffelter Eingangsfront und gekrümmter Chorwand mit Apsiskonche wurde 1983 von Karl und Eva Mang erbaut. Im Inneren bildet die Kirche einen quergelagerten Raum mit Orgelempore, das Kruzifix von Konrad Campidell stammt aus dem Jahr 1985, die Glasfenster von Lydia Roppolt aus dem Baujahr. | BDA-Hist.: Q1355717 Status: § 2a Stand der BDA-Liste: 2025-06-30 Name: Kath. Pfarrkirche, Zum göttlichen Erlöser GstNr.: 3763/2 Redeemer Church (Brigittenau) |
| ja   | Datei hochladen | Brunnen HERIS-ID: 63441 Objekt-ID: 76105                                                                                | Engerthstraße 60-74 Standort KG: Brigittenau             | Die Brunnenplastik Knieende Frau stammt von Georg Zauner aus den Jahren 1954/58. | BDA-Hist.: Q38103325 Status: § 2a Stand der BDA-Liste: 2025-06-30 Name: Brunnen GstNr.: 4453/4 |
| ja   | Datei hochladen | Wohnhausanlage der Gemeinde Wien, Beer-Hof HERIS-ID: 49051 Objekt-ID: 52644 Wiener Wohnen: 231                          | Engerthstraße 83-97 Standort KG: Brigittenau             | Dieser auch „Weißer Block“ genannte Hof wurde 1925/26 von Karl Schmalhofer errichtet. Es handelt sich um einen kompakten Block mit mehreren Innenhöfen, auffälligstes Fassadendetail sind die sternförmigen Applikationen an den Spitzerkern. Er bildete ursprünglich mit dem Janecekhof eine infrastrukturelle Einheit. | BDA-Hist.: Q38032875 Status: § 2a Stand der BDA-Liste: 2025-06-30 Name: Wohnhausanlage der Gemeinde Wien, Beer-Hof GstNr.: 4724 Beer-Hof |
| ja   | Datei hochladen | Wohnhausanlage der Gemeinde Wien, Janecek-Hof HERIS-ID: 49052 Objekt-ID: 52645 Wiener Wohnen: 229                       | Engerthstraße 99-109 Standort KG: Brigittenau            | Dieser Gemeindebau wurde 1925/26 von Wilhelm Peterle errichtet. Er verfügt über fünf geräumige Innenhöfe, auffälliges Fassadendetail sind wuchtige Rustika-Portale. | BDA-Hist.: Q38032884 Status: § 2a Stand der BDA-Liste: 2025-06-30 Name: Wohnhausanlage der Gemeinde Wien, Janecek-Hof GstNr.: 4757/1, 4757/2 |
| ja   | Datei hochladen | Wohnhausanlage der Gemeinde Wien, Robert-Blum-Hof HERIS-ID: 49047 Objekt-ID: 52640 Wiener Wohnen: 225                   | Engerthstraße 110-118 Standort KG: Brigittenau           | Dieser nach Robert Blum benannte kommunale Wohnbau wurde 1923/24 von Erich Leischner erbaut. Er ist durch große Rundbogengalerien und Giebel gekennzeichnet, der Mitteltrakt ist zurückversetzt. Oberhalb des mittleren Eingangs befindet sich eine Büste Blums von Mario Petrucci. | BDA-Hist.: Q38032852 Status: § 2a Stand der BDA-Liste: 2025-06-30 Name: Wohnhausanlage der Gemeinde Wien, Robert-Blum-Hof GstNr.: 4778/2 Robert-Blum-Hof |
| ja   | Datei hochladen | Figur, hl. Brigitta HERIS-ID: 62866 Objekt-ID: 75454                                                                    | Forsthausgasse 22 Standort KG: Brigittenau               | Die Figur Heilige Brigitta stammt von Oskar Thiede aus dem Jahr 1934. | BDA-Hist.: Q38101404 Status: § 2a Stand der BDA-Liste: 2025-06-30 Name: Figur, hl. Brigitta GstNr.: 3838/1 |
| ja   | Datei hochladen | Brigittakapelle HERIS-ID: 41513 Objekt-ID: 42002                                                                        | Forsthausgasse 22, bei Standort KG: Brigittenau          | Die Brigittakapelle ist das älteste Gebäude im XX. Bezirk und hat diesem auch ihren Namen gegeben. Von Kaiser Ferdinand III. gestiftet, wurde sie 1645–1651 von Filiberto Lucchese erbaut. Sie ist ein freistehender achteckiger Zentralbau, der durch Rahmen, Pilaster und Triglyphenfriese gegliedert ist. Oberhalb von drei Rechteckportalen in profilierten Rahmen befindet sich das kaiserliche Wappen, aus dem Zeltdach ragt eine Laterne hervor. Das mit Doppeladlern und einem Puttenkopf gerahmte Altarbild (Erzherzog Leopold Wilhelm vor der hl. Brigitta und der Hl. Dreifaltigkeit) ist zeitgenössisch, das Kuppelgemälde (Errettung des Erzherzogs Leopold Wilhelm vor einer schwedischen Kanonenkugel) stammt von Andreas Groll aus dem Jahr 1903. | BDA-Hist.: Q916038 Status: § 2a Stand der BDA-Liste: 2025-06-30 Name: Brigittakapelle GstNr.: 3836 Brigittakapelle |
| ja   | Datei hochladen | Wohnhausanlage der Gemeinde Wien, Engelsplatzhof (Engels-Hof) HERIS-ID: 48125 Objekt-ID: 51521 Wiener Wohnen: 1409      | Friedrich-Engels-Platz 1 u.a. Standort KG: Brigittenau   | Diese weithin sichtbare und in städtebaulich exponierter Lage sich befindliche Anlage wurde 1930–1933 von Rudolf Perco erbaut. Es handelt sich nach dem Sandleitenhof um den zweitgrößten Gemeindebau der Zwischenkriegszeit. Hier wird vor allem beim Torbau mit seinen pylonartigen Wohntürmen höchste Monumentalität bei gleichzeitiger größtmöglicher Zurücknahme der Fassadendetails erzielt. Der asymmetrische Uhrturm setzt dazu einen Kontrapunkt. | BDA-Hist.: Q1665326 Status: § 2a Stand der BDA-Liste: 2025-06-30 Name: Wohnhausanlage der Gemeinde Wien, Engelsplatzhof (Engels-Hof) GstNr.: 4365/1, 4365/2 Wohnhausanlage Friedrich-Engels-Platz                                                                           |
| ja   | Datei hochladen | Gregor-Mendel-Denkmal HERIS-ID: 62867 Objekt-ID: 75456                                                                  | bei Friedrich-Engels-Platz 11 Standort KG: Brigittenau   | Das Denkmal für Gregor Mendel stammt aus den Jahren 1953/57 und wurde von Mario Petrucci gestaltet. Der Gedenkstein neben dem eigentlichen Denkmal zeigt Bronzereliefs von Mendel und eine schematische Zusammenfassung der Mendelschen Regeln, wie sie auf den Botaniker Erich Tschermak-Seysenegg zurückgeht. | BDA-Hist.: Q38101413 Status: § 2a Stand der BDA-Liste: 2025-06-30 Name: Gregor-Mendel-Denkmal GstNr.: 5047, 5048 Gregor-Mendel-Denkmal, Brigittenau |
| ja   | Datei hochladen | Volksschule HERIS-ID: 49064 Objekt-ID: 52657                                                                            | Greiseneckergasse 29-31 Standort KG: Brigittenau         | Dieser blockhafte Bau mit reduziertem Dekor wurde 1911/12 von Josef Neubauer erbaut. | BDA-Hist.: Q33056126 Status: § 2a Stand der BDA-Liste: 2025-06-30 Name: Volksschule GstNr.: 3400/1 Volksschule Greiseneckergasse |
| ja   | Datei hochladen | Figur „Zeichen“ HERIS-ID: 63426 Objekt-ID: 76088                                                                        | Griegstraße 1-3 Standort KG: Brigittenau                 | Die 2 Meter hohe Figur Zeichen stammt von Karl Prantl aus den Jahren 1957/59. | BDA-Hist.: Q38103219 Status: § 2a Stand der BDA-Liste: 2025-06-30 Name: Figur „Zeichen“ GstNr.: 3842/11 |
| ja   | Datei hochladen | Wohnhausanlage der Gemeinde Wien, Georg Schmiedel-Hof HERIS-ID: 49082 Objekt-ID: 52675 Wiener Wohnen: 233               | Hannovergasse 13-15 Standort KG: Brigittenau             | Dieser Gemeindebau wurde 1927/28 von Viktor Weixler errichtet. Der vielfältig gegliederte Bau weist zur Hannovergasse hin einen niedrigen Eingangsbereich auf, die Eckloggien sind klinkerverkleidet. Auf dem Portal zur Kluckygasse befindet sich die Figur Vindobona von Josef Franz Riedl. | BDA-Hist.: Q38032981 Status: § 2a Stand der BDA-Liste: 2025-06-30 Name: Wohnhausanlage der Gemeinde Wien, Georg Schmiedel-Hof GstNr.: 3321/1 Georg-Schmiedel-Hof, Vienna |
| ja   | Datei hochladen | Anlage Höchstädtplatz 3, ehem. Globus-Komplex HERIS-ID: 49105 Objekt-ID: 52701seit 2019                                 | Höchstädtplatz 3 Standort KG: Brigittenau                | Das rastergegliederte Bürohochhaus wurde 1954 von Karl Eder, Wilhelm Schütte und Margarete Schütte-Lihotzky für den Globus-Verlag erbaut. | BDA-Hist.: Q105132515 Status: Bescheid Stand der BDA-Liste: 2025-06-30 Name: Anlage Höchstädtplatz 3, ehem. Globus-Komplex GstNr.: 4492/5 Globus-Komplex |
| ja   | Datei hochladen | Denkmal für Opfer und Kämpfer gegen den Faschismus HERIS-ID: 62881 Objekt-ID: 75472 Wien Kulturgut: 74770seit 2018      | vor Höchstädtplatz 3 Standort KG: Brigittenau            | Die Bronzeplastik an einem freistehenden halbrunden Mauerstück stellt den Marsyas-Mythos dar und wurde 1964 von Alfred Hrdlicka geschaffen. Das Denkmal trägt auch die Bezeichnung Marsyas II. | BDA-Hist.: Q105133146 Status: Bescheid Stand der BDA-Liste: 2025-06-30 Name: Denkmal für Opfer und Kämpfer gegen den Faschismus GstNr.: 5024/1 Marsyas II |
| ja   | Datei hochladen | Persönlichkeitsdenkmal, Johann-Koplenig-Stele HERIS-ID: 62882 Objekt-ID: 75473 Wien Kulturgut: 74773seit 2018           | vor Höchstädtplatz 3 Standort KG: Brigittenau            | Der steinerne Pfeiler mit bronzenem Reliefporträt Johann Koplenigs und einer Gedenktafel stammt vom Bildhauer Jan Schneider. | BDA-Hist.: Q105133584 Status: Bescheid Stand der BDA-Liste: 2025-06-30 Name: Persönlichkeitsdenkmal, Johann-Koplenig-Stele GstNr.: 5024/1 Johann Koplenig-Denkmal |
| ja   | Datei hochladen | Gänsebrunnen HERIS-ID: 63434 Objekt-ID: 76096                                                                           | Jägerstraße 62-64 Standort KG: Brigittenau               | Diese Bronzeplastik auf Kunststeinschale stammt von Alois Heidel aus den Jahren 1958/59. Anmerkung: Mittlerweile ist nur mehr die Schale an Ort und Stelle vorhanden. | BDA-Hist.: Q38103260 Status: § 2a Stand der BDA-Liste: 2025-06-30 Name: Gänsebrunnen GstNr.: 3699/1 |
| ja   | Datei hochladen | Figuration HERIS-ID: 62884 Objekt-ID: 75475                                                                             | Jägerstraße 89-95 Standort KG: Brigittenau               | Diese Plastik aus Chromnickelstahl am Eingang zu einem kommunalen Wohnbau stammt von Josef Schagerl aus 1964/66. | BDA-Hist.: Q38101485 Status: § 2a Stand der BDA-Liste: 2025-06-30 Name: Figuration GstNr.: 3757/1 |
| ja   | Datei hochladen | Figur, Schreitende HERIS-ID: 62886 Objekt-ID: 75478                                                                     | Kapaunplatz Standort KG: Brigittenau                     | Der Bildhauer Karl Stemolak schuf die Sandsteinfigur 1933. | BDA-Hist.: Q38101495 Status: § 2a Stand der BDA-Liste: 2025-06-30 Name: Figur, Schreitende GstNr.: 4365/3 Schreitende und Schreitender |
| ja   | Datei hochladen | Figur, Schreitender HERIS-ID: 62887 Objekt-ID: 75479                                                                    | Kapaunplatz Standort KG: Brigittenau                     | Der Bildhauer Karl Stemolak schuf die Sandsteinfigur 1933. | BDA-Hist.: Q38101507 Status: § 2a Stand der BDA-Liste: 2025-06-30 Name: Figur, Schreitender GstNr.: 4365/3 Schreitende und Schreitender |
| ja   | Datei hochladen | Kindergarten HERIS-ID: 62893 Objekt-ID: 75485                                                                           | Kapaunplatz 10 Standort KG: Brigittenau                  | Dieses Gebäude gehört zu den Erweiterungen des Engelsplatzhofes in den 1950er-Jahren. Er wurde 1952 von Margarete Schütte-Lihotzky erbaut. | BDA-Hist.: Q38101541 Status: § 2a Stand der BDA-Liste: 2025-06-30 Name: Kindergarten GstNr.: 3842/104 |
| ja   | Datei hochladen | Wohn- und Geschäftshaus mit ehem. Synagoge HERIS-ID: 113923seit 2024                                                    | Kaschlgasse 4 Standort KG: Brigittenau                   | Die Synagoge war in das um 1930 entstandene Wohnhaus integriert und mit 600 Plätzen die größte der Brigittenau. Anmerkung: Identadresse Raffaelgasse 1a | BDA-Hist.: Q2375443 Status: Bescheid Stand der BDA-Liste: 2025-06-30 Name: Wohn- und Geschäftshaus mit ehem. Synagoge GstNr.: 3399/45 Synagoge Kaschlgasse |
| ja   | Datei hochladen | Figur, „Vater und Sohn“ HERIS-ID: 63429 Objekt-ID: 76091                                                                | Klosterneuburger Straße 118-122 Standort KG: Brigittenau | Die Figur Vater und Sohn stammt von Rudolf Kedl aus den Jahren 1959/61. | BDA-Hist.: Q38103226 Status: § 2a Stand der BDA-Liste: 2025-06-30 Name: Figur, „Vater und Sohn“ GstNr.: 3773/2 |
| ja   | Datei hochladen | Schule HERIS-ID: 62901 Objekt-ID: 75495                                                                                 | Leipziger Platz 1-2 Standort KG: Brigittenau             | Diese Schule wurde 1903 erbaut. | BDA-Hist.: Q38101562 Status: § 2a Stand der BDA-Liste: 2025-06-30 Name: Schule GstNr.: 3579/3 |
| ja   | Datei hochladen | Wohnhausanlage der Gemeinde Wien HERIS-ID: 49038 Objekt-ID: 52631 Wiener Wohnen: 1414                                   | Leystraße 19–21 Standort KG: Brigittenau                 | Dieser Bau ist ein Teil des Engelsplatzhofes. Anmerkung: Identadressen Aignerstraße 3, Kapaunplatz 3 | BDA-Hist.: Q38032815 Status: § 2a Stand der BDA-Liste: 2025-06-30 Name: Wohnhausanlage der Gemeinde Wien GstNr.: 3842/93 |
| ja   | Datei hochladen | Wohnhausanlage der Gemeinde Wien, Gerl-Hof HERIS-ID: 62902 Objekt-ID: 75496 Wiener Wohnen: 235                          | Leystraße 47-53 Standort KG: Brigittenau                 | Dieser kommunale Wohnbau wurde 1930/31 nach Plänen von Heinrich Ried erbaut. Die Fassade ist mit Ausnahme der Eckloggien Leystraße/Stromstraße wenig gegliedert, ein sehr auffälliges Element sind allerdings zwei identische Majolikareliefs an der Seite zur Vorgartenstraße und Leystraße, die antikisierende Szenen zeigen. | BDA-Hist.: Q38101568 Status: § 2a Stand der BDA-Liste: 2025-06-30 Name: Wohnhausanlage der Gemeinde Wien, Gerl-Hof GstNr.: 4480/2 Gerl-Hof |
| ja   | Datei hochladen | Kommunaler Wohnbau, Szydzina-Hof HERIS-ID: 49045 Objekt-ID: 52638 Wiener Wohnen: 232                                    | Leystraße 83-85 Standort KG: Brigittenau                 | Dieser kommunale Wohnbau wurde 1925/26 von Karl Ehn erbaut. Er ist betont nüchtern gehalten, die Fassade wird nur durch Erkergruppen gegliedert. | BDA-Hist.: Q38032834 Status: § 2a Stand der BDA-Liste: 2025-06-30 Name: Kommunaler Wohnbau, Szydzina-Hof GstNr.: 4807 Szydzina-Hof |
| ja   | Datei hochladen | Figur HERIS-ID: 62915 Objekt-ID: 75509                                                                                  | bei Marchfeldstraße 16-18 Standort KG: Brigittenau       | Die Figur Donauweibchen stammt von Rudolf Schwaiger aus dem Jahr 1975. | BDA-Hist.: Q38101633 Status: § 2a Stand der BDA-Liste: 2025-06-30 Name: Figur GstNr.: 4465 |
| ja   | Datei hochladen | Ehem. Männerheim Meldemannstraße HERIS-ID: 21233 Objekt-ID: 17551                                                       | Meldemannstraße 25-29 Standort KG: Brigittenau           | Das ehemalige Männerheim wurde 1905 erbaut. Seit September 2009 wird das Gebäude als „Seniorenschlössl Brigittenau“ genutzt. | BDA-Hist.: Q1957355 Status: Bescheid Stand der BDA-Liste: 2025-06-30 Name: Ehem. Männerheim Meldemannstraße GstNr.: 4569 Wohnheim Meldemannstraße |
| ja   | Datei hochladen | Portal, Portaldekor HERIS-ID: 63439 Objekt-ID: 76101                                                                    | Pappenheimgasse 31 Standort KG: Brigittenau              | An diesem Bau gibt es drei Glasmosaike, eines von Erna Frank, zwei von Hans Robert Pippal, alle aus den Jahren 1964–1966 stammend. | BDA-Hist.: Q38103318 Status: § 2a Stand der BDA-Liste: 2025-06-30 Name: Portal, Portaldekor GstNr.: 4227/41 Anton-Schmid-Hof, Brigittenau - Portalmosaike |
| ja   | Datei hochladen | Wohnhaus, ehem. Kristalleisfabrik HERIS-ID: 49044 Objekt-ID: 52637                                                      | Pasettistraße 71 Standort KG: Brigittenau                | Dieser ehemalige Industriebau wurde 1926/26 von Silvio Mohr und Ferdinand Fuchsik erbaut. Es handelt sich um zwei durch eine Mauer mit Giebelfolge verbundene Bauten in Sichtziegelbauweise zwischen Stahlbetonträgern. Die expressiven Formen wie Zackengiebel und Fensterstürze erinnern an Kristalle und weisen so auf die ehemalige Funktion des Gebäudes hin. | BDA-Hist.: Q38032824 Status: Bescheid Stand der BDA-Liste: 2025-06-30 Name: Wohnhaus, ehem. Kristalleisfabrik GstNr.: 4834 |
| ja   | Datei hochladen | Figur HERIS-ID: 63425 Objekt-ID: 76087                                                                                  | Spielmanngasse 5 Standort KG: Brigittenau                | Die Natursteinplastik Stehende Figur stammt von Roland Goeschl aus den Jahren 1967/68. | BDA-Hist.: Q38103210 Status: § 2a Stand der BDA-Liste: 2025-06-30 Name: Figur GstNr.: 3802/6 |
| ja   | Datei hochladen | Internat Brigittenau, ehemaliges Brigitta-Spital HERIS-ID: 49098 Objekt-ID: 52694                                       | Stromstraße 34 Standort KG: Brigittenau                  | Dieses ehemalige Spital wurde 1914 erbaut und 1956 in ein Internat umgewandelt. Der Baustil ist unkonventionell und für diese Zeit sehr sachlich gehalten. | BDA-Hist.: Q915984 Status: § 2a Stand der BDA-Liste: 2025-06-30 Name: Internat Brigittenau, ehemaliges Brigitta-Spital GstNr.: 4563/35 Former Brigitta-Spital |
| ja   | Datei hochladen | Wohnhausanlage der Gemeinde Wien, Winarsky-Hof HERIS-ID: 41515 Objekt-ID: 42005 Wiener Wohnen: 227                      | Stromstraße 36-38 Standort KG: Brigittenau               | Der Winarskyhof wurde 1924/25 von Josef Hoffmann, Peter Behrens, Josef Frank, Oskar Wlach, Margarete Lihotzky und Oskar Strnad erbaut. Trotz der vielen mitwirkenden Architekten und der Tatsache, dass er mit dem Otto-Haas-Hof eine optische und infrastrukturelle Einheit bildet, ist der Bau bemerkenswert einheitlich und erreicht besonders gegen die Winarskystraße mit expressiver Fassade und Torbau hohe Monumentalität. | BDA-Hist.: Q38001398 Status: § 2a Stand der BDA-Liste: 2025-06-30 Name: Wohnhausanlage der Gemeinde Wien, Winarsky-Hof GstNr.: 4541/4, 4541/18 Winarsky-Hof |
| ja   | Datei hochladen | Schule der Stadt Wien HERIS-ID: 62968 Objekt-ID: 75568                                                                  | Vorgartenstraße 42 Standort KG: Brigittenau              | Diese Schule wurde 1913-1915 von Erich Franz Leischner erbaut. Sie hat nicht mehr die ärarische Strenge früherer Schulbauten, sondern lehnt sich mit betontem Dach und Uhrturm der Heimatschutzarchitektur an. | BDA-Hist.: Q38101725 Status: § 2a Stand der BDA-Liste: 2025-06-30 Name: Schule der Stadt Wien GstNr.: 4541/16 |
| ja   | Datei hochladen | Kath. Pfarrkirche, Allerheiligenkirche, Pfarrkirche Zwischenbrücken HERIS-ID: 62808 Objekt-ID: 75393                    | Vorgartenstraße 56 Standort KG: Brigittenau              | Die Pfarrkirche Zwischenbrücken wurde 1949/50 als Ersatz für eine im Krieg zerstörte ältere Kirche von Josef Vytiska erbaut. Es ist ein Saalbau mit Fassadenturm und eingezogenem Rechteckchor. Der Deckenstuck im Inneren stammt von Karl Jamböck und Leopold Kiener. Der Wandteppich unterhalb des Kruzifixes an der Chorwand wurde 1983 von Franz Burkert angefertigt. Einige Figuren und Reliefs stammen noch aus den 1930er-Jahren. | BDA-Hist.: Q2648564 Status: § 2a Stand der BDA-Liste: 2025-06-30 Name: Kath. Pfarrkirche, Allerheiligenkirche, Zwischenbrücken GstNr.: 4793 Allerheiligenkirche (Wien) |
| ja   | Datei hochladen | Kindergarten, Rossegger-Kindergarten HERIS-ID: 49050 Objekt-ID: 52643                                                   | Vorgartenstraße 71 Standort KG: Brigittenau              | Das Gebäude wurde 1914 von Baumeister Eduard Glisch erbaut, es handelt sich um einen der ersten städtischen Kindergärten. | BDA-Hist.: Q38032864 Status: § 2a Stand der BDA-Liste: 2025-06-30 Name: Kindergarten, Rossegger-Kindergarten GstNr.: 4779/2 |
| ja   | Datei hochladen | Miethaus, Apothekerhaus zur hl. Brigitta HERIS-ID: 41681 Objekt-ID: 42232                                               | Wallensteinplatz 2 Standort KG: Brigittenau              | Dieses markante Eckhaus mit überkuppeltem Eckerker in den Formen der deutschen Renaissance wurde 1894 von Anton und Josef Drexler erbaut. Die Einrichtung der Apotheke ist größtenteils noch original erhalten. | BDA-Hist.: Q38002270 Status: Bescheid Stand der BDA-Liste: 2025-06-30 Name: Miethaus, Apothekerhaus zur hl. Brigitta GstNr.: 3386 Apothekerhaus zur heiligen Brigitta |
| ja   | Datei hochladen | Figur „Gärtner“ HERIS-ID: 63432 Objekt-ID: 76094                                                                        | Wallensteinstraße 68-72 Standort KG: Brigittenau         | Die 1,9 Meter hohe Bronzeplastik Gärtner stammt von Franz Fischer aus den Jahren 1957/59. | BDA-Hist.: Q38103247 Status: § 2a Stand der BDA-Liste: 2025-06-30 Name: Figur „Gärtner“ GstNr.: 4181/7 |
| ja   | Datei hochladen | Figur „Mutter mit Kindern“ HERIS-ID: 63433 Objekt-ID: 76095                                                             | Wallensteinstraße 68-72 Standort KG: Brigittenau         | Die 2 Meter hohe Natursteinplastik Mutter mit zwei Kindern stammt von Rudolf Schwaiger aus den Jahren 1957/59. | BDA-Hist.: Q38103254 Status: § 2a Stand der BDA-Liste: 2025-06-30 Name: Figur „Mutter mit Kindern“ GstNr.: 4181/7 |
| ja   | Datei hochladen | Straßenbahnremise Brigittenau, Straßenbahn-Betriebsbahnhof HERIS-ID: 24059 Objekt-ID: 20432                             | Wexstraße 13, 15 Standort KG: Brigittenau                | Dieser Betriebsbahnhof wurde 1906–1908 von Stadtbauamt erbaut. Es besteht aus Verwaltungsbauten und Wagenhallen in Sichtziegelbauweise. Halle II ist einer der ersten Stahlbeton-Skelettbauten Wiens. | BDA-Hist.: Q37881339 Status: Bescheid Stand der BDA-Liste: 2025-06-30 Name: Straßenbahnremise Brigittenau, Straßenbahn-Betriebsbahnhof GstNr.: 3667/1, 3667/2, 3667/3 Betriebsbahnhof Brigittenau                                                                           |
| ja   | Datei hochladen | Wohnhausanlage der Gemeinde Wien, Pokorny-Hof HERIS-ID: 49094 Objekt-ID: 52688 Wiener Wohnen: 234                       | Wexstraße 14-18 Standort KG: Brigittenau                 | Dieser kommunale Wohnbau wurde 1925/26 von Erwin Ilz, Hans Pfann erbaut und 1928/29 von Sigmund Katz erweitert. Die durch Balkone gegliederte Fassade zur Leipziger Straße bildet einen Kontrast zur kubischen Fassade in der Wexstraße. | BDA-Hist.: Q38033011 Status: § 2a Stand der BDA-Liste: 2025-06-30 Name: Wohnhausanlage der Gemeinde Wien, Pokorny-Hof GstNr.: 3581/13, 3581/12 Pokorny-Hof |
| ja   | Datei hochladen | Wohnhausanlage der Gemeinde Wien, Otto Haas-Hof HERIS-ID: 41514 Objekt-ID: 42004 Wiener Wohnen: 226                     | Winarskystraße 16-20 Standort KG: Brigittenau            | Der Bau wurde 1924/25 von Karl Dirnhuber, Margarete Lihotzky und Franz Schuster errichtet und war ursprünglich ein Teil des Winarskyhofes. Erst 1950 bekam er einen eigenen Namen. Zuerst war Adolf Loos als Architekt vorgesehen, er zog seine Mitarbeit jedoch wieder zurück. Auffälligstes Gliederungselement sind die Loggien, die auch die Ecklösungen akzentuieren. | BDA-Hist.: Q38001387 Status: § 2a Stand der BDA-Liste: 2025-06-30 Name: Wohnhausanlage der Gemeinde Wien, Otto Haas-Hof GstNr.: 4563/28 Otto-Haas-Hof |
| ja   | Datei hochladen | Donaukanalregulierung und -verbauung (samt Brücken, Geländer und sonstigem) HERIS-ID: 111767 Objekt-ID: 129777seit 2012 | Standort KG: Brigittenau                                 | Der Donaukanal ist der an der Innenstadt vorbeiführende Arm der Donau, die Bezeichnung kam vor 1700 auf. Regulierungsversuche gab es schon in früheren Jahrhunderten, das jetzige Erscheinungsbild geht aber auf die Donauregulierung nach 1867 zurück, als Uferbefestigungen und Brücken gebaut wurden. Im XX. Bezirk geht der Donaukanal vom Nussdorfer Spitz aus und ist nur ganz oben von Ufermauern eingefasst. | BDA-Hist.: Q37826514 Status: Bescheid Stand der BDA-Liste: 2025-06-30 Name: Donaukanalregulierung und -verbauung (samt Brücken, Geländer und sonstigem) GstNr.: 3882/3, 5166, 5167/, 5219, 5217, 3878/5, 3881/5, 3881/6, 3881/7, 4145/59, 3882/1, 4252/2, 3246/1 Donaukanal |

## Ehemalige Denkmäler
| Foto |                 | Denkmal                                           | Standort                                 | Beschreibung                                            | Metadaten |
| ---- | --------------- | ------------------------------------------------- | ---------------------------------------- | ------------------------------------------------------- | --- |
| ja   | Datei hochladen | Städtische Autobusgarage Objekt-ID: 52639bis 2014 | Leystraße 87-93 Standort KG: Brigittenau | Die Garage wurde 1930 von Erich Franz Leischner erbaut. | BDA-Hist.: Q106677249 Status: § 2a Stand der BDA-Liste: 2014-06-27 Name: Städtische Autobusgarage GstNr.: 4814 Garagendepot Brigittenau |